# 3352 McAuliffe
3352 McAuliffe é um asteroide Amor e também um asteroide cruzador de Marte que é classificado como um asteroide tipo A, o que significa que ele é rico em olivina. Foi o alvo original de 1998 para a missão da sonda espacial Deep Space 1, mas essa missão acabou sendo redirecionada para o asteroide 9969 Braille. Ele possui uma magnitude absoluta de 15,8 e um diâmetro estimado de 2,1-4,7 km.

## Descoberta e nomeação
3352 McAuliffe foi descoberto no dia 6 de fevereiro de 1981, pelo astrônomo Norman G. Thomas. Ele recebeu o nome em memória de Christa McAuliffe, a astronauta civil que morreu em 1986 no desastre do ônibus espacial Challenger. Os asteroides 3350 Scobee, 3351 Smith, 3353 Jarvis, 3354 McNair, 3355 Onizuka e 3356 Resnik também receberam seus nomes em homenagem dos outros membros da tripulação.

## Características orbitais
A órbita de 3352 McAuliffe tem uma excentricidade de 0,3696 e possui um semieixo maior de 1,8787 UA. O seu periélio leva o mesmo a uma distância de 1,1843 UA em relação ao Sol e seu afélio a 2,5730 UA.